# Nick Littlemore

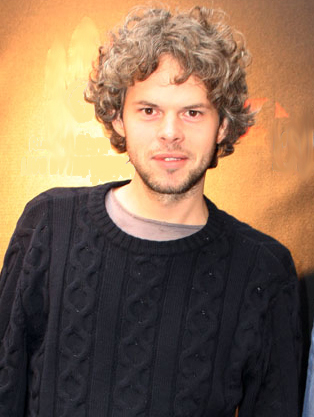
Nick Littlemore (2011)

Nicholas „Nick“ George Littlemore (* 6. Mai 1978 in Australien) ist ein australischer Musiker, Plattenproduzent, Sänger und Songwriter. Er ist Mitglied des Elektropop-Duos Pnau. Zusammen mit Luke Steele, dem Sänger der Alternative-Rock-Band „The Sleepy Jackson“ betreibt er das Musikprojekt Empire of the Sun.

## Leben
Als Musiker ist er der Frontmann des elektronischen Duos Pnau, ein Ex-Mitglied der Art-Rock-Band Teenager und ein Teil des Electro-Pop-Projekts Empire of the Sun.
Als Plattenproduzent hat er mit Elton John, Robbie Williams, Lover Lover, Ellie Goulding, Lost Valentinos, Mercy Arms und Groove Armanda zusammengearbeitet Mika. Ab Ende 2009 hatte Littlemore mit dem Cirque du Soleil als Komponist und musikalischer Leiter für die Tour-Arena-Show Zarkana gearbeitet, die am 29. Juni 2011 debütierte. Sein älterer Bruder Sam Littlemore ist auch Musiker und Plattenproduzent.

## Genre
Alternative Rock, Electronica

## Instrumente
Vocals, Schlagzeug, Percussion, Synthesizer, Keyboards, Posaune, Melodica, Clavinet

## Label
EMI, etcetc, UMG

## Bands
Pnau, Teenager, Empire of the Sun, Vlossom